# Carena dels Roures
La Carena dels Roures és una serra situada al municipi del Brull a la comarca d'Osona, amb una elevació màxima de 1.393 metres.